# Lista de governadores das unidades federativas do Brasil (2019–2023)
Esta é uma lista dos governadores das 27 unidades federativas do Brasil durante o mandato iniciado em 2019 e com fim previsto para 2023.
Para efeito de informação foi considerada a extensão dos mandatos originalmente previstos em lei. No caso em tela eles se estenderam de 1 de janeiro de 2019 a 1 de janeiro de 2023.
| Bandeira | Unidade federativa  | Abreviação | Governador            | Partido      | Mandato   | Notas                                      |
| -------- | ------------------- | ---------- | --------------------- | ------------ | --------- | ------------------------------------------ |
|          | Acre                | AC         | Gladson Cameli        | PP           | 2019–2023 | Eleito em 1.° turno                        |
|          | Alagoas             | AL         | Paulo Dantas          | MDB          | 2022–2023 | Assumiu após a renúncia do titular         |
|          | Amapá               | AP         | Waldez Góes           | PDT          | 2019–2023 | Reeleito em 2.° turno                      |
|          | Amazonas            | AM         | Wilson Lima           | UNIÃO        | 2019–2023 | Eleito em 2.° turno                        |
|          | Bahia               | BA         | Rui Costa             | PT           | 2019–2023 | Reeleito em 1.° turno                      |
|          | Ceará               | CE         | Izolda Cela           | PDT          | 2022–2023 | Assumiu após a renúncia do seu antecessor. |
|          | Distrito Federal    | DF         | Ibaneis Rocha         | MDB          | 2019–2023 | Eleito em 2.° turno                        |
|          | Espírito Santo      | ES         | Renato Casagrande     | PSB          | 2019–2023 | Eleito em 1.° turno                        |
|          | Goiás               | GO         | Ronaldo Caiado        | UNIÃO        | 2019–2023 | Eleito em 1.° turno                        |
|          | Maranhão            | MA         | Carlos Brandão Junior | PSB          | 2022–2023 | Assumiu após a renúncia do seu antecessor. |
|          | Mato Grosso         | MT         | Mauro Mendes          | UNIÃO        | 2019–2023 | Eleito em 1.° turno                        |
|          | Mato Grosso do Sul  | MS         | Reinaldo Azambuja     | PSDB         | 2019–2023 | Reeleito em 2.° turno                      |
|          | Minas Gerais        | MG         | Romeu Zema            | NOVO         | 2019–2023 | Eleito em 2.° turno                        |
|          | Pará                | PA         | Helder Barbalho       | MDB          | 2019–2023 | Eleito em 2.° turno                        |
|          | Paraíba             | PB         | João Azevêdo          | PSB          | 2019–2023 | Eleito em 1.° turno                        |
|          | Paraná              | PR         | Ratinho Júnior        | PSD          | 2019–2023 | Eleito em 1.° turno                        |
|          | Pernambuco          | PE         | Paulo Câmara          | PSB          | 2019–2023 | Reeleito em 1.° turno                      |
|          | Piauí               | PI         | Regina Sousa          | PT           | 2022–2023 | Assumiu após a renúncia do seu antecessor. |
|          | Rio de Janeiro      | RJ         | Cláudio Castro        | PL           | 2021–2023 | Assumiu após o impeachment do titular      |
|          | Rio Grande do Norte | RN         | Fátima Bezerra        | PT           | 2019–2023 | Eleito em 2.° turno                        |
|          | Rio Grande do Sul   | RS         | Ranolfo Vieira Júnior | PSDB         | 2022–2023 | Assumiu após a renúncia do seu antecessor. |
|          | Rondônia            | RO         | Coronel Marcos Rocha  | UNIÃO        | 2019–2023 | Eleito em 2.° turno                        |
|          | Roraima             | RR         | Antonio Denarium      | PP           | 2019–2023 | Eleito em 2.° turno                        |
|          | Santa Catarina      | SC         | Carlos Moisés         | Republicanos | 2019–2023 | Eleito em 2.° turno                        |
|          | São Paulo           | SP         | Rodrigo Garcia        | PSDB         | 2022–2023 | Assumiu após a renúncia do seu antecessor. |
|          | Sergipe             | SE         | Belivaldo Chagas      | PSD          | 2019–2023 | Eleito em 2.° turno                        |
|          | Tocantins           | TO         | Wanderlei Barbosa     | Republicanos | 2021–2023 | Assumiu após o afastamento do titular      |

## Distribuição partidária
| Partido      | N.º de unidades federativas governadas |
| ------------ | -------------------------------------- |
| PSB          | 4                                      |
| UNIÃO        | 4                                      |
| PSDB         | 3                                      |
| PT           | 3                                      |
| MDB          | 2                                      |
| PP           | 2                                      |
| PDT          | 2                                      |
| PSD          | 2                                      |
| Republicanos | 2                                      |
| NOVO         | 1                                      |
| PL           | 1                                      |
| Sem partido  | 1                                      |
| Total        | 27                                     |